# Grammodes euclidioides
Grammodes euclidioides là một loài bướm đêm trong họ Erebidae.